# Spark (aplicació)
Spark és una aplicació de correu electrònic per a dispositius iOS, macOS, Android i Windows de Readdle. Lifehacker va escriure que Spark era la millor alternativa per als usuaris de Mailbox quan aquest servei es va desconnectar.
El 2 d'abril de 2019, Readdle va llançar Spark per a Android, la primera aplicació mòbil de la companyia per a la plataforma Android.
En octubre de 2022, l'aplicació va anunciar una nova versió amb més funcions, com la pantalla de benvinguda o la safata d'entrada intel·ligent, a més d'estar disponible per al sistema operatiu Windows. L'actualització també va aprofitar per a presentar un logotip renovat, així com un nou model de subscripció prèmium.